# Wolbrom (gemeente)
De gemeente Wolbrom is een stad- en landgemeente in het Poolse woiwodschap Klein-Polen, in powiat Olkuski. De gemeente omvat 26 dorpen.
De zetel van de gemeente is in Wolbrom.
Op 30 juni 2004 telde de gemeente 23 470 inwoners.

## Oppervlakte gegevens
In 2002 bedroeg de totale oppervlakte van gemeente Wolbrom 150,82 km², waarvan:
- agrarisch gebied: 75%
- bossen: 13%

De gemeente beslaat 24,24% van de totale oppervlakte van de powiat.

## Demografie
Stand op 30 juni 2004:
| Omschrijving                   | Totaal | Totaal | Vrouwen | Vrouwen | Mannen | Mannen |
| ------------------------------ | ------ | ------ | ------- | ------- | ------ | ------ |
| eenheid                        | aantal | %      | aantal  | %       | aantal | %      |
| inwoners                       | 23 470 | 100    | 11 970  | 51      | 11 500 | 49     |
| bevolkingsdichtheid (inw./km²) | 155,6  | 155,6  | 79,4    | 79,4    | 76,2   | 76,2   |

In 2002 bedroeg het gemiddelde inkomen per inwoner 1192,98 zł.

## Administratieve plaatsen (sołectwo)
Boża Wola, Brzozówka, Budzyń, Chełm, Chrząstowice, Dłużec, Domaniewice, Gołaczewy, Jeżówka, Kaliś, Kąpiele Wielkie, Kąpiołki, Lgota Wielka, Lgota Wolbromska, Łobzów, Miechówka, Podlesice Drugie, Poręba Dzierżna, Poręba Górna, Strzegowa, Sulisławice, Wierzchowisko, Zabagnie, Załęże, Zarzecze, Zasępiec.
Zonder de status sołectwo : Nowa Łąka, Okupniki, Wymysłów, Zarzecze.

## Aangrenzende gemeenten
Charsznica, Gołcza, Klucze, Olkusz, Pilica, Trzyciąż, Żarnowiec